# 築秋雄
築秋雄（ちく あきお）は、日本のシンガーソングライター。

## 概要
鹿児島県奄美大島の名瀬市（現奄美市）出身の、アコースティック・ギターの弾き語りを得意とするシンガーソングライター。
硬い会社員の家庭に育ち、小学校低学年は鹿児島市で暮らした。中学生の時、ビートルズに影響を受けて曲作りを始める。奄美大島の高校を卒業した後に上京。約10年間詩作、作曲をした後、28歳でアコースティック・ギターを持ち、武蔵野市吉祥寺などの路上で歌い始める。
2000年より吉祥寺のライブハウス曼荼羅などを拠点にライブ活動を本格化。2008年から奄美のシマ唄「稲すり節」をアレンジした「INISURI」、「朝花節」をモチーフにした「ASABANA ROCK」をギターを使った、リズミカルなポピュラーアレンジで歌い、独特の世界観を表現する。また、2010年に愛用のギターとちぢんを持って訪れたヨーロッパで感銘を受けた出来事や風景も歌っている。
現在は東京を拠点に、都内のライブハウス数箇所で定期的にライブを行っているほか、九州や関西などでもライブを行っている。

## 略歴
- 1966年 - 鹿児島県名瀬市（現奄美市）生まれ。
- 高校卒業後に上京、約10年後、アコースティック・ギターを持ち、路上ライブを始める。
- 1996年 - 銀座のジャズクラブAmi's Barでギタリスト田附靖とのデュオでカントリー・ブルースを中心としたライブを始める。
- 2000年9月 - 吉祥寺のLIVE HOUSE 曼荼羅のオーディションに合格し、オリジナルナンバーでのライブを始める。
- 2003年10月 - 銀座のAmi's Barで川島茂（pf, org）、貝増直樹（dr, perc）のサポートを受け、オリジナルを中心とした月例ライブ「やってみろよ！ナイト」を開始。
- 2005年12月5日 - オリジナルアルバム『ザ・リターン・オブ・ユリシーズ』をリリース[1][2][3][4]。
- 2006年1月22日、23日 - アルバム発売記念凱旋2デイズワンマンライブ『築秋雄　奄美初上陸ライブ at ASiVi』を名瀬市（現奄美市）で開催[5]。
- 2006年3月9日 - 吉祥寺のLIVE HOUSE 曼荼羅で、アルバム発売記念ワンマンライブ「やってみろよ！ワンマン」を開催。
- 2006年4月1日 - アルバム収録曲「やってみろよ！」、「もう一人の俺」、「きこえるかい？」がBMBのカラオケUGAで配信開始。
- 2006年5月14日 - 『第3回 奄美まるごといもーれ祭り in 恵比寿』に大山百合香、蛇皮線ロックバンド・ティダと出演。
- 2008年1月 - 奄美のシマ唄「稲すり節」をアレンジした「INISURI」、「朝花節」をモチーフにした「ASABANA ROCK」をライブで初披露。
- 2008年7月13日 - 東京の赤坂グラフィティにて、初の主催イベント「第1回 Tokyo奄美唄祭り〜ASABANA ROCK !!」を主催。共演は平田輝、森圭一郎、小林成芳 with 萩原きよみ、蛇皮線ロックバンド・ティダ、明山まさし。MAXIシングル「ASABANA ROCK」をリリース。
- 2008年8月 - レインボータウンFM水曜日の『トモンケ＆樹凛のシンクロ＋』「樹凛の下町エレガンス」の音楽を担当、生演奏も披露。
- 2008年9月13日 - 吉祥寺のLIVE HOUSE 曼荼羅にて、2度目のワンマンライブを開催。DVD『DYNAMITE！ LIVE '08.09.13』に収録。
- 2008年10月6日 - オリジナル4thアルバム『ダイナマイト！』をリリース。
- 2009年1月24日 - あまみエフエム『ゆぶぃニングアワー』「夕方フレンド」コーナーに生出演。
- 2009年1月25日、26日 - 2度目の奄美大島凱旋ツアー「ASiVi 2 daysワンマン」を開催。満員御礼。吉祥寺曼荼羅ワンマンのライブを収録したライブDVD『DYNAMITE！ LIVE '08.09.13』をリリース。
- 2009年4月12日 - レインボータウンFM主催の皆既日食カウントダウンイベントを企画、出演。共演は牧岡奈美、禎一馬、安田竜馬。
- 2009年6月 - レインボータウンFMの番組『シンクロ＋』内の奄美紹介コーナー「ぬ〜でんあまみ」第3週のパーソナリティとして、「築秋雄のASABANA ROCK!!」を担当。
- 2010年3月19日-3月28日 - 「欧州ツアー ASABANA ROCK 2010」と称して、フランス、ドイツを訪問し、ストラスブールなどの大学やカフェなどで奄美や現地を歌った歌を披露。
- 2010年10月11日-12日、11月5日 - 初の関西ツアー(大阪 twice cafe、京都 Live House nano、大阪 CELL BLOCK）で飯田マキト、コザック前田らと共演。
- 2010年12月20日 - 吉祥寺のLIVE HOUSE曼荼羅にて「築秋雄 やってみろよ！ワンマン2010　〜バースデー＆欧州ツアー凱旋記念!!〜」を開催。
- 2010年12月29日 - レインボータウンFMの「奄美水害チャリティーFM生放送Live」に牧岡奈美、ユキへぃと出演。
- 2011年12月25日 - 渋谷のRUIDO K2にて開催の奄美群島本土復帰58周年記念イベント『Merry 島人'mas』（しまっちゅます）に我那覇美奈、ネリヤ☆カナヤ、VOX-IV、スタローズ、蛇皮線ロックバンド・ティダらと出演。
- 2013年7月4日 - オリジナルアルバム『希望の翼〜Wings of Hope〜』をリリース。
- 2013年12月21日 -  奄美文化センターで開催の第4回「奄美紅白歌合戦」（白組）に出場。
- 2014年3月1日、2日 - 3度目の奄美大島凱旋ツアー「築秋雄＆アルバトロス 奄美『希望の翼』ツアー2014」を実施。
- 2014年4月 - 吉祥寺のLIVE HOUSE曼荼羅で月例ツーマンライブ「希望の翼」を開始。
- 2014年5月 - スペインへ巡礼の旅に出かけ、フラメンコやファドの演奏に触発される。
- 2015年7月 - 中川五郎、中野督夫、永原元、寺岡信芳のバンドTo Tell The Truthと共に「ヤマト・ミーツ・アマミ BIG TOUR 2015」奄美群島、沖縄ツアーを実施[6]。
- 2016年9月 - 新To Tell The Truth（Bs 星智佳）と共に九州ツアーを実施。
- 2016年10月1日 - 奄美文化センターで開催の「名瀬ライオンズクラブ50周年記念コンサート」に永井龍雲、平田輝、我那覇美奈、楠田莉子らと出演。
- 2016年12月20日 - 吉祥寺のLIVE HOUSE曼荼羅で満50歳の日に「半世紀の総決算☆やってみろよ!築秋雄スペシャルバースデーLIVE!!」開催。
- 2017年5月21日 - 東京都江戸川区小岩の居酒やこだまでの初ライブ開催。
- 2017年7月 - AbemaTVの『みのもんたのよるバズ!』月間エンディングテーマとして「ロスト・ジェネレーション(立ち上がれ！)」の歌唱映像が流れる[7]。
- 2017年9月17日-18日 - 「築秋雄・九州ツアー2017」として熊本県玉名市と鹿児島市でライブ。
- 2017年11月11日-12日 - よしだよしこ、永原元と新潟、山形ツアー。

## ディスコグラフィ

### アルバム
- 『The Return of Ulysses』（Akio Chiku & ALBATROSS）（2005年12月5日発売、2011年8月24日再発売、ULYSSES URCD-1001）

1. やってみろよ！
2. 自由の歌
3. もう一人の俺
4. 14歳の詩 
* 2006年荻窪BOXINGLEE'S CAFEで開催のポエトリー・リーディング・イベント「Free Song, Free Speaking」テーマソング
5. アルバトロス
6. 沈む東京
7. オリーブの園で
8. 君のために歌をつくったのさ。
9. ユリシーズの帰還
10. きこえるかい？

- 『ダイナマイト！』（2008年7月13日発売、2011年8月24日再発売、ULYSSES URCD-1003）

1. エーリュシオンの野へ
2. 知りたいだけさ
3. ダイナマイト！
4. エヴァンジェリンの哀歌
5. 無意識はいつも幸福を求めている
6. 晒し者
7. ASABANA ROCK
8. 愚かな偶像崇拝者の告白
9. GLORY DAY
10. 最後の夜は…
11. INISURI

- 『ロストジェネレーション (立ち上がれ！)〜ワイド節』（2011年8月24日発売、ULYSSES URCD-1004）

1. 無知の涙
2. ワイド節
3. 自由の歌 2011
4. ロスト・ジェネレーション（立ち上がれ！）
  - AbemaTV『みのもんたのよるバズ!』2017年7月エンディングテーマ
5. ロスト・ジェネレーション（立ち上がれ！）〜Back track
6. ワイド節〜Back track

- 『希望の翼〜Wings of Hope〜』築秋雄 & アルバトロス（2013年7月4日発売、ULYSSES URCD-1005）

1. 大事なことは一つだけ
2. To You
3. ポップソング
4. 感覚(Sensation)
5. ロスト・ジェネレーション（立ち上がれ！）
6. Chijyurya-hama(千鳥浜)
7. 君が生まれた日
8. ヤチャボー
9. 希望の翼
10. 遠い旅路
11. 傷だらけのダイヤモンドリング
12. インディペンデンス・デイ
  - 劇団文化座の演劇『GO』エンディングテーマ

### シングル
- 『ASABANA ROCK』（2011年8月24日発売、ULYSSES URCD-1002）

1. ASABANA ROCK（シングルミックス・ロングバージョン）
2. INISURI （シングルミックス・アコースティックバージョン）
3. ASABANA ROCK（Back Track）
4. INISURI（Back Track）

### DVD
- 『DYNAMITE！ LIVE '08.09.13』（2009年1月25日、ULYSSES URDVD-1001）

2008年9月13日に吉祥寺のLIVE HOUSE 曼荼羅で開催したセカンド・ワンマンライブを収録。